# Propércio

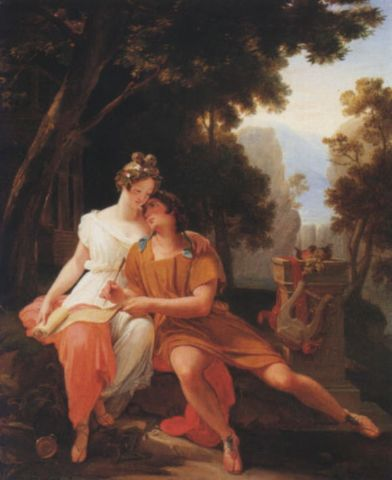
Auguste Jean Baptiste Vinchon, Propércio e Cíntia no Tivoli

Sexto Aulo Propércio (em latim: Sextus Aulus Propertius; 43 a.C. – 17), conhecido apenas como Propércio, foi um poeta elegíaco romano, ao que tudo indica, nascido em Assis, Úmbria, na Itália. Ele em conjunto com outros três poetas romanos, a saber, Cornélio Galo (Cornelius Gallus), Tibulo (Albius Tibullus) e Ovídio (Publius Ovidius Naso) são representantes do gênero elegíaco em Roma. Ainda que este gênero remonte suas origens à Grécia arcaica, a poesia elegíaca romana apresenta características bem distintas às daquela formulada por Arquíloco de Paros, Tirteu de Esparta e Calino de Éfeso, poetas elegíacos arcaicos gregos. Antes, parece-nos, que sua filiação poética remete à produção poética de Calímaco de Cirene, poeta e bibliotecário da Biblioteca de Alexandria, não ser antes devedor de Catulo, poeta da geração anterior a sua, que também cultivou a elegia, mesmo que não apenas a elegia, mas uma vasta gama de metros líricos e jâmbicos.
Propércio teria escrito entre 4 ou 5 livros de elegias dos quais todos nos restam, ainda que com alguma diferença no que diz respeito ao segundo livro, já que alguns filólogos, como K. Lachmann, propõem que esse livro, isto é, o segundo, seriam dois livros na verdade. Entretanto, mesmo que haja esta polêmica ainda em curso, é mais comum termos que o poeta teria escrito 4 livros de elegia, a partir de 25 a.C. até 16 a. C. o que o posiciona entre os chamados poetas da época de Augusto.

## Vida
Ainda que informações biográficas pouco ou quase nada nos auxiliem para a compreensão do texto properciano, é de bom alvitre termos à mão algumas informações sobre o poeta transmitidas pela tradição. Guilherme Gontijo Flores bem assinala: "sobre a vida de Propércio, temos pouquíssimas informações, e a maioria derivada da sua própria poesia, o que aumenta ainda mais o grau de desconfiança." Ainda assim o estudioso nos indica informações que podem ser verificadas na tradição, continua: "nascido em torno de 50 a.C. de uma família nobre, Sexto Propércio vem da Úmbria (próximo a Assis); devido às guerras civis, sua família perdeu parte de suas terras, que foram confiscadas por Otaviano e Marco Antônio (cf. 1.21, 1.22 e 4.1, além de Virgílio, Bucólicas 1 e 9), o que levou a família ao empobrecimento, mas não à miséria; se confiarmos ainda em 1.21 e 1.22, sabemos que a família sofreu profundamente com a Guerra da Perúsia, em 41 e 40 a.C.; ao que tudo indica, perdeu seu pai ainda jovem (4.1), mas recebeu uma educação formal da elite romana, provavelmente em Roma, com o objetivo de trabalhar na advocacia. Por fim, ainda jovem, se voltou para a poesia." Por seu turno, Paulo Martins critica firmemente a utilização das elegias de Propércio como fundamento biográfico. Sua tese funda-se basicamente no fato que, mesmo que haja informações referenciais e concretas nesses textos, essas elegias são operadas em acordo com as regras do seu gênero, cuja desnaturalização lhe parece essencial. Assim acredita o estudioso que todas as informações lá encontradas devem sempre ser observadas sem deixarmos de ter em mente que são propostas a fim de criar um efeito de realidade, o "effect of reality" proposto por Sharrock. Dessa maneira, continua Martins, na elegia, o poeta preocupa-se com a construção precisa de personas poéticas cujo éthos está solidamente pautado na verossimilhança e tal construção produz um efeito de fides, fidedignidade, entretanto por ser um efeito não pode ser considerado um dado concreto do real, já que não está imune a matizações desse gênero poético. João Adolfo Hansen no prefácio à obra de Martins muito bem assinala: "A especificação retórica do gênero 'elegia erótica' faz os poemas aparecer como formalidade prática irredutível às intenções psicológicas dos interpretes atribuídas anacronicamente ao homem Propércio. Como gênero poético, a elegia erótica romana é inventada retoricamente como enunciação fictícia de um pronome pessoal, ego."
| Propércio 1.21 Tu, qui consortem properas evadere casum, miles ab Etruscis saucius aggeribus, quid nostro gemitu turgentia lumina torques? pars ego sum vestrae proxima militiae. sic te servato possint gaudere parentes, haec soror acta tuis sentiat e lacrimis: Gallum per medios ereptum Caesaris enses effugere ignotas non potuisse manus; et quaecumque super dispersa invenerit ossa montibus Etruscis, haec sciat esse mea. | 1.21 Tu que tentas fugir de sorte igual à minha, ó soldado ferido em frente Etrusca, por que fastas do meu gemido os olhos túrgidos? Eu sou teu companheiro de Milícia! Salva-te! Leva essa alegria para os pais, e então a irmã perceba no teu pranto que eu, Galo, ao escapar das espadas de César, por mãos desconhecidas pereci; e se ossos encontrar dispersos pelos montes Etruscos, que ela saiba - estes são meus. |
| --- | --- |

| Propércio 1.22 Qualis et unde genus, qui sint mihi, Tulle, Penates, quaeris pro nostra semper amicitia. si Perusina tibi patriae sunt nota sepulcra, Italiae duris funera temporibus, cum Romana suos egit discordia cives – sic mihi praecipue, pulvis Etrusca, dolor, tu proiecta mei perpessa's membra propinqui, tu nullo miseri contegis ossa solo – proxima suppositos contingens Umbria campos me genuit terris fertilis uberibus. | 1.22 Que Penates, quem sou e d'onde é minha gente, Tulo, me perguntas por nossa amizade. Se conheces sepulcros perusinos da pátria, Tumbas da Itália em tempos difíceis, Quando a guerra romana levou seus homens – Assim, és, etrusca terra, especial dor, Tu deixaste os restos de um parente espalhados, Não cobriste ossos infelizes com a terra – A vizinha Úmbria, que é limite desses campos, fértil, gerou-me em terras fartas. |
| --- | --- |

## Poesia
A poesia de Propércio filia-se a um único gênero poético: a elegia. Tal gênero não pode e não deve ser entendido como aquele a que os manuais de Teoria Literária, ou mesmo, os dicionários da Língua Portuguesa fazem referência, isto é, "Elegia é uma poesia triste, melancólica ou complacente, especialmente composta como música para funeral, ou um lamento de morte."
Na Grécia antiga, por exemplo, seu tema era muito variado, de maneira que Tirteu e Calino fizeram elegias de exortação à Guerra; Sólon de Atenas as concebeu cívicas; Mimnermo de Colofón as concebeu amorosas; Arquíloco, por seu turno, deu lhes um cunho existencial. Em Roma, por sua vez, ainda que tenhamos rasgos da poesia elegíaca em matiz etiológico, ou invectivo, ou lamentoso, sua principal e distintiva temática foi o erótico. Entretanto algo as unificava tanto na Grécia como em Roma: seu aspecto formal.

### Métrica
Assim diferentemente da elegia moderna e contemporânea que acata toda sorte de metros e formas, a elegia de Propércio assim como a dos demais elegíacos gregos e romanos é absolutamente fixa, sob o ponto de vista de suas esfrofes e seu metros. Vejamos. A prosódia clássica (greco-latina) difere da portuguesa e de outras línguas modernas, enquanto estas têm como característica a sua tonicidade, isto é, as palavras podem ser distinguidas por serem oxítonas, paroxítonas o proparoxítonas, aquela se caracteriza pela duração de suas sílabas, ou seja, essas podem ser longas ou breves. Se uma sílaba é longa, isto significa dizer que a duração de sua pronunciação deve ser o dobro do tempo da pronunciação de uma sílaba breve. Nesse sentido, os versos em latim ou em grego antigo seguem essa prosódia e, portanto, levam em consideração a brevidade ou não de suas sílabas.
Martins de maneira simples nos explica a métrica latina de acordo com a combinação de sílabas breves e longas que dão origem aos pés métricos: "temos pés de três tempos: o troqueu, uma sílaba longa e uma breve (－∪); o jambo ou iambo, uma sílaba breve e uma longa (∪－), e o tríbaco, três sílabas breves (∪∪∪). Os pés de quatro tempos são: dátilo, uma sílaba longa e duas breves (－∪∪), espondeu, duas sílabas longas (－－), e o anapesto, duas sílabas breves e uma longa (∪∪－). A elegia romana assim como a grega antiga é composta por um dístico elegíaco (estrofe de dois versos): o primeiro um hexâmetro datílico e o segundo um pentâmetro datílico. Isso significa dizer que o primeiro verso da estrofe é formado por seis pés de dátilo e o segundo verso da estrofe formado por cinco pés de dátilo."

#### O dístico elegíaco
Hexâmetro datílico:
－∪∪⎮－∪∪⎮－∪∪⎮－∪∪⎮－∪∪⎮－∪∪
Pentâmetro datílico:
－∪∪⎮－∪∪⎮－⎮⎮－∪∪⎮－∪∪⎮－

### Temática
Em que pese a existência de outros temas secundários na poesia de Propércio e seu IV livro de elegias representar uma significativa alteração temática, deve-se entender que sua poesia é essencialmente erótico-amorosa. Essa poesia, seja ela elegíaca, seja ela polimétrica possui uma característica estrutural recorrente: a formação de pares amorosos, de um lado; e, de outro lado, a construção de interlocutores amigos ou inimigos rivais que estão ali a contribuir prescritivamente para a construção de uma ambiente devasso. Esse triângulo amoroso, portanto, programático deve ser observado sob dois aspectos fundamentais: a) o contextual ou referencial que leva em consideração dados específicos e concretos do ambiente que cerca a ação dessas personae e b) o poético-retórico que cuida especificamente da constituição de seu êthos, tendo em vista, os preceitos doutrinários e normativos da construção de personagens em suas respectivas narrativas.

### Personae Poeticae
Uma das principais características da poética properciana é a criação de personae poticae, isto é, personagens poéticos que têm basicamente duas naturezas distintas: a) ter um caráter essencialmente ficcional ou b) ter um caráter decalcado em uma figura pública existente. O fato de ser um personagem extraído da vida cotidiano romana não significa que ele seja o retrato fidedigno, real, histórico dessa personalidade, mas tão somente um nome reconstruído para fins essencialmente poéticos sem compromisso com o discurso da verdade, mas compromissado com as regras do gênero poético e com a verossimilhança. Tal dado o aproxima da personagem de ficção, já que ambas são mediadas em sua construção pela objetividade do poeta e não sua subjetividade, reflexo de sua vida sinceramente tomada.

### Problemas Edóticos

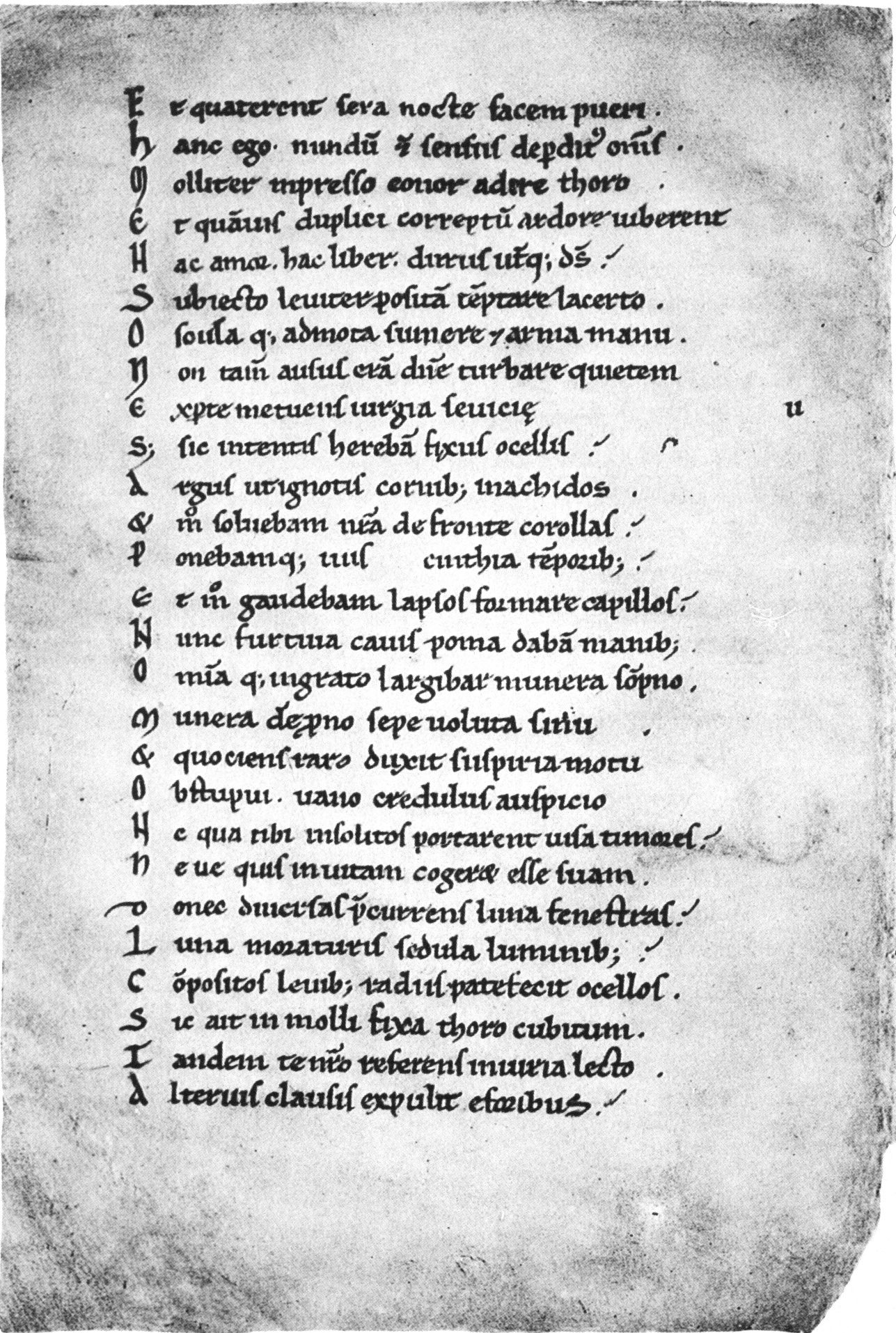
Propertius, Elegies, in ms. Wolfenbüttel, Herzog-August-Bibliothek, Gudianus 224, fol. 2v.

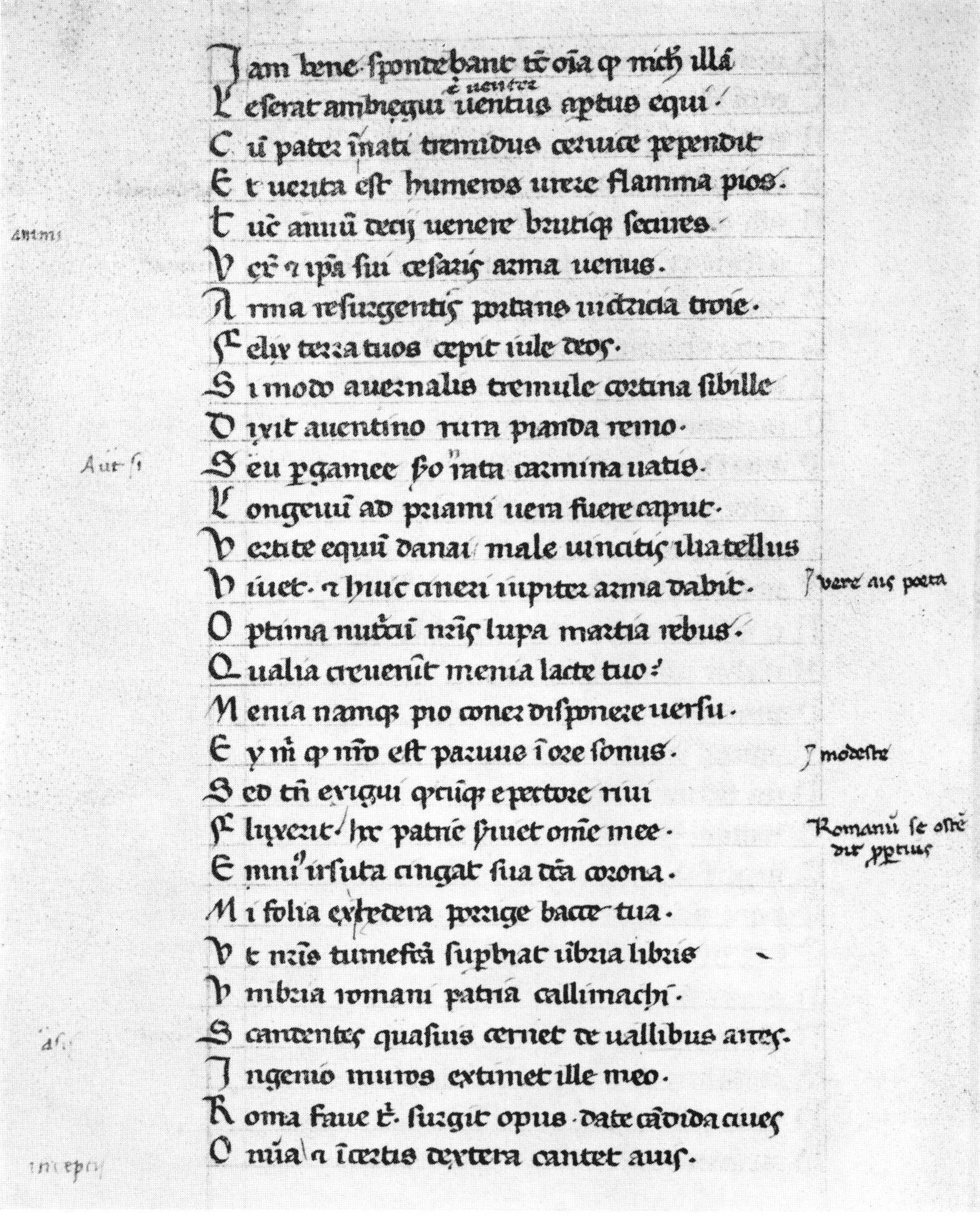
Propertius, Florence Plut. 36, 49

Talvez Propércio seja, entre os autores da época de Augusto que nos restaram, aquele cujo texto tenha os maiores problemas de edição. Tanto é que Phillimore no prefácio de sua edição nos diz: "Quot editores, tot Propertii", isto é, "quantos editores houver, tantos Propércios hão de haver". Mas, de acordo com Butrica, este problema existe por um motivo específico: tais variações começaram a se proliferar a partir das transposições propostas por Housman e assumidas por Postgate em seu Corpus Poetarum Latinorum. O que importa é que este "caos edóctico" possibilitou que alguns estudiosos produzissem gama variada de "supostos Propércios", cada qual com suas idiossincrasias. Como nos apresenta Butrica, referindo-se a a eles, Propércio teria sido "um feminista", "um neurótico traumatizado com o cerco da Perúgia", "um iconoclasta anti-augustano", "um apóstolo do amor oprimido por um principado quase stalinista", "um decadente 'pre-Raphaelite'", e, até mesmo, "o poeta modernista da Antiguidade." Ainda que todas essas etiquetas exegéticas, tenham ocorrido em decorrência de procedimentos editoriais do século XIX, fato é que entre as edições de Barber (OCT) e Fedeli (Teubner) as diferenças são relativamente menores, envolvendo apenas detalhes concernentes à divisão de poemas ou à escolha de leituras, que sistematicamente vem sendo discutidos por editores e críticos durante todo o século XX.
Nos anos entre 1990-2007, entretanto, os editores retomaram sua discussão fundamental, ou seja, qual seria o texto efetivamente escrito por Propércio, ou, pelo menos, qual texto se aproximaria mais daquilo que teria sido o texto properciano originário. Mesmo que esta seja uma questão insolúvel, ela ainda atrai os editores de poesia antiga. Nesse sentido, a partir da edição de Fedeli (1984), assistimos a uma continua "guerra" edótica, partindo naturalmente de um consenso (Ω ou O) sobre os manuscritos, como nos apresenta Martins:
·      N – Guelferbytanus Gudianus 224 olim Neapolitanus, datado entre os séculos XI e XII (Herzog August Bibliothek, Wolfenbüttel);
·      A – Codex Leidensis Vossianus 38 – incompleto, chega a 2.1.63, datado entre 1250-1300 (hoje em Leiden Universiteits Bibliothek Voss. Lat. 038);
·      F – Codex Laurentianus pl. 39, 49, datado entre 1379-1381 (Biblioteca Medicea Laurenziana, Florência);
·      L – Codex Holkhamicus Mis. 36, olim Holkham. 333, datado de 1421 (Bodleian Library de Oxford);
·      P. – Codex Parisinus lat. 7989, datado de 1423 (Bibliothèque Nationale de France, Paris);
·      D – Daventrensis I.82 (olim 1792), datado do princípio do século XV, copiado na Itália no século XV, com correções de duas mãos diferentes do séc. 17 e 18 (Deventer?, Holanda?);
·      V – Codex Vaticanus Ottobonianus 1514 (Biblioteca do Vaticano);
·      Vo – Leidensis Vossianous 117, copiado no século XV, confirmando leituras de D e Vo.
·      T – (Heyworth) = Vat. Lat. 3273; S – (Heyworth) = Munich, Universitätsbibliothek, Cim. 22 (Ms. 80 291); W – (Heyworth) = Biblioteca Vaticana Capponianus 196; M – (Heyworth) = Paris B N lat. 8233 (olim Memmianus) e U – (Heyworth) = Biblioteca Urb. Lat. 641.
Além desses, os códices Vaticanus Urbinas Lat. 645, o Vaticanus Regimensis 2120 e o Salmanticensis 245, além dos chamados deteriores (ç) ou recentiores (estes conhecidos como Itali) devem ser considerados. Vale lembrar o mais importante já que é o consensus, o chamado Ω ou O, que representa a assimilação de N (ou M somado a U até 4.11.17-76), A (ou F a partir de 2.1.64), L (a partir de 2.21.3), P T S e W (até 4.11.62).
Nessa batalha edótica, devemos dividir os editores entre grupos, os conversativos e os não-conservativos, os primeiros mais próximos do consenso e os outros, mais distantes. Assim tendo em vista as últimas edições de Propércio: Fedeli, Goold, Viarre, Giardina e Heyworth, podemos dizer que no primeiro grupo encontramos: Fedeli (1984) e Viarre (2005) e, no segundo, Goold (1990), Giardina (2005) e Heyworth (2007).

## Edições, Traduções e Estudos
Muitas edições de Propércio têm sido elaboradas a partir de diversos manuscritos, entretanto as mais recentes edições que apresentam variações mais significativas entre si são:

### Edições
1. Fedeli, P. Sexti Properti Elegiarum Libri IV. (Bibliotheca scriptorum Graecorum et Romanorum Teubneriana.) Stuttgart: B. G. Teubner, 1984
2. Goold, G. P. Propertius Elegies. Edited and Translated by G. P. Goold. (Loeb Classical Library 18). Cambridge, Mass: Harvard University Press, 1990
3. Giardina, G. Properzio. Elegie. Testi e commenti. Pisa/Roma: Fabrizio Serra editore, 2010.
4. Viarre, S. Élégies, Properce. Traduit et edit par Simone Viarre.(Collection des universités de France). Paris: Les Belles Lettres , 2005
5. Heyworth, S. J.  Propertius. Elegies. (Oxford Classical Text). Oxford: Oxford University Press, 2007

### Comentários
1. Butler, E. Sexti Properti Opera Omnia. With commentary by H. E. Butler. London: Archibald Constable & Co. Ltd., 1905.
2. Camps, W. A. Propertius Elegies. Books I-IV. Cambridge and Bristol: Cabridge University Press and Bristol Classical Press, 1961-1985.
3. Fedeli, P. Sesto Properzio. Il Primo Libro Delle Elegie. Introduzione, Testo Critico e Comento a cura di Paolo Fedeli. Firenze: Leo S. Olschki Editore, 1980.
4. Fedeli, P. Properzio Elegie Libro II. Introduzione, testo e Commento. Cambridge: Francis Cairns, 2005.
5. Heyworth, S. J. Cynthia. A Companion to Text of Propertius. Oxford: Oxford University Press, 2007.
6. Richardson, Jr., L. Propertius Elegies I-IV. Edited, with Introduction and Commentary. Norman: University of Oklahoma Press and American Philological Association (APA), 1976.
7. Shackleton Baley, D. R. Propertiana. Cambridge: At The University Press, 1956.

### Traduções para o Português
1. Nascimento, A. A., coord. Propércio, Elegias. Tradução portuguesa de Aires A. Nascimento (livro I), Maria Cristina Pimentel (livro II), Paulo F. Alberto (livro III) e J. A. Segurado e Campos (livro IV). Texto latino e Introdução de Paolo Fedeli, Lisboa, Accademia Properziana del Subasio (Assis) — Centro de Estudos Clássicos (Lisboa), 2002.
2. Flores, G. G. Elegias de Sexto Propércio. Belo Horizonte: Autêntica, 2014.
3. Martins, P. Propércio Redivivo. "Livro: Revista do Núcleo de Estudos do Livro e da Edição (NELE)", v. 6, p. 426-441, 2017. URL: https://www.researchgate.net/publication/318837950_Propercio_Redivivo
4. Martins, P. Propércio Recidivo. "TRANSLATIO", v. 14, p. 227-254, 2017. URL: http://seer.ufrgs.br/index.php/translatio/article/view/78107
5. Oliva Neto, João Angelo. 11 poemas de Propércio (I, 1-11) traduzidos com o verdadeiro dístico elegíaco de Péricles Eugênio da Silva Ramos.in "Cadernos de Literatura em Tradução", n. 15, apr. 2016. ISSN 2359-5388. Disponível em: URL: http://www.revistas.usp.br/clt/article/view/114400. Acesso em: 22 dec. 2017

### Estudos em Português
1. Agnolon, Alexandre. Hic ego dux milesque bonus: As Armas de Eros na Elegia Romana. "Nuntius Antiquus", [S.l.], v. 12, n. 1, p. 117-130, jun. 2016. ISSN 1983-3636. Disponível em: <http://www.periodicos.letras.ufmg.br/index.php/nuntius_antiquus/article/view/10797/9544>. Acesso em: 22 dez. 2017. doi: http://dx.doi.org/10.17851/1983-3636.12.1.117-130.
2. Brunhara, Rafael. O lugar da elegia: leitura de Propércio, 2.10. "CODEX – Revista de Estudos Clássicos", [S.l.], v. 1, n. 1, p. 4-11, jun. 2009. ISSN 2176-1779. Disponível em: <https://revistas.ufrj.br/index.php/CODEX/article/view/2841/2412>. Acesso em: 22 Dez. 2017. DOI: http://dx.doi.org/10.25187/codex.v1i1.2841
3. Cardoso, Z. A. As Elegias de Propércio: Temática e Composição. Tese de Livre-docência, apresentada à Universidade de São Paulo, USP, Brasil, 1984.
4. Cardoso, Z. A. A presença das artes plásticas na poesia latina: as elegias de Propércio. in "Phaos", n. 3. 2003: 37-51. URL: http://revistas.iel.unicamp.br/index.php/phaos/article/view/3478/2932
5. Cardoso, Z. A. Ironia e humor nas elegias de Propércio. in "Letras Clássicas", n. 7, 2003: 127-150, dec. ISSN 2358-3150. Disponível em: https://www.revistas.usp.br/letrasclassicas/article/view/73833. Acesso em: 22 dec. 2017. doi:http://dx.doi.org/10.11606/issn.2358-3150.v0i7p127-150.
6. Fálcon, Rafael Sento-Sé. Leitura do Poema II, 26 de Propércio. "CODEX – Revista de Estudos Clássicos", [S.l.], v. 1, n. 2, p. 7-15, dez. 2009. ISSN 2176-1779. Disponível em: <https://revistas.ufrj.br/index.php/CODEX/article/view/2831/2402>. Acesso em: 22 Dez. 2017.
7. Fonseca Jr., Adir de Oliveira. O cenário do desejo amoroso: o locus amoenus em Propércio I.20. in "Nuntius Antiquus", [S.l.], v. 11, n. 1, p. 1-18, dez. 2015. ISSN 1983-3636. Disponível em: <http://www.periodicos.letras.ufmg.br/index.php/nuntius_antiquus/article/view/7705/8660>. Acesso em: 22 dez. 2017. doi:http://dx.doi.org/10.17851/1983-3636.11.1.1-18.
8. Flores, G. G. A diversão tradutória: uma tradução das Elegias de Sexto Propércio. Dissertação de Mestrado, apresentada à Universidade Federal de Minas Gerais, UFMG, Brasil. Orientadora: Sandra Maria Gualberto Braga Bianchet, 2008.
9. Godoi, M. A Tarpeia em Tito Lívio e Propércio - Um estudo Comparativo. in "PRINCIPIA", Rio de Janeiro, 1, Out. 2013. Disponível em: http://www.e-publicacoes.uerj.br/index.php/principia/article/view/7830. Acesso em: 22 Dez. 2017.
10. Li, Williams S. C. O quarto livro de Propércio in "Ensaios de Literatura e Filologia". 1987: 09-21. URL: https://seer.ufmg.br/index.php/literatura_filologia/article/download/6510/492
11. Martins, P. Sexto Propércio - Monobiblos: Éthos, Verossimilhança e Fides no Discurso Elegíaco do Século I a.C. Dissertação de Mestrado, apresentada à Universidade de São Paulo, USP, Brasil. Orientadora: Ingeborg Braren, 1996.
12. Martins, P. Elegia Romana. Construção e Efeito. São Paulo: Humanitas, 2009. URL: https://www.academia.edu/392438/Elegia_Romana_Costrução_e_Efeito
13. Martins, P. Sobre a metapoesia em Propércio e na poesia erótica romana: o poeta rufião in Classica, 28.1. Belo Horizonte: SBEC. 2015: 125-59. URL: https://revista.classica.org.br/classica/article/view/347/297
14. Martins, P. O jogo elegíaco: fronteiras entre a cultura material ou intelectual e a ficção poética in "Nuntius Antiquus", 11.1. Belo Horizonte: FALE/UFMG. 2015: 137-72. URL: http://www.periodicos.letras.ufmg.br/index.php/nuntius_antiquus/article/view/8539
15. Martins, P. Espelhamento Metapoético: Propércio 1.2 e 2.1 in "Revista ORGANON", v. 31, Porto Alegre: UFRGS:. 205-227, 2016. URL: http://seer.ufrgs.br/index.php/organon/article/view/61336/37596 DOI: http://dx.doi.org/10.22456/2238-8915.61336
16. Martins, P. Rumor, Lei e Elegia: considerações sobre Propércio 2.7. "Archai: Revista de estudos sobre as origens do pensamento ocidental", [S.l.], p. 43-58, jul. 2015. ISSN 1984-249X. Disponível em: URL: http://periodicos.unb.br/index.php/archai/article/view/13334 Acesso em: 22 dez. 2017.
17. Martins, P. Propércio Redivivo. "Livro: Revista do Núcleo de Estudos do Livro e da Edição (NELE)", v. 6, p. 426-441, 2017. URL: https://www.researchgate.net/publication/318837950_Propercio_Redivivo
18. Martins, P. Propércio Recidivo. "TRANSLATIO", v. 14, p. 227-254, 2017. URL: http://seer.ufrgs.br/index.php/translatio/article/view/78107
19. Martins, P. Tum Longas Condimus Iliadas: A Helena de Propércio. "REVISTA ARCHAI: REVISTA DE ESTUDOS SOBRE AS ORIGENS DO PENSAMENTO OCIDENTAL", v. 21, p. 159-206, 2017. DOI: https://doi.org/10.14195/1984-249X_21_5
20. Monteiro, B. S. Os caminhos e os descaminhos da leitura de Propércio Livro I- Elegias I, II, VII, VIII e XII. Dissertação de Mestrado, apresentada à Universidade Federal do Rio de Janeiro, UFRJ, Brasil. Orientadora: Ana Thereza Basílio Vieira, 2006.
21. Moura, Fernanda Messeder. Para uma tradução em verso do dístico elegíaco: Propércio, I, 14. "Cadernos de Tradução", Florianópolis, v. 1, n. 19, p. 51-70, abr. 2007. ISSN 2175-7968. Disponível em: https://periodicos.ufsc.br/index.php/traducao/article/view/6991. Acesso em: 22 dez. 2017. doi:http://dx.doi.org/10.5007/%x.
22. Oliva Neto, João Angelo. 11 poemas de Propércio (I, 1-11) traduzidos com o verdadeiro dístico elegíaco de Péricles Eugênio da Silva Ramos.in "Cadernos de Literatura em Tradução", n. 15, apr. 2016. ISSN 2359-5388. Disponível em: URL: http://www.revistas.usp.br/clt/article/view/114400. Acesso em: 22 dec. 2017.
23. Oliveira, R. de A. Cíntia: A Fides no Amor. in "Alétheia Revista de Estudos sobre Antiguidade e Medievo" Volume 9, n. 1, 2014: 98-109. URL: https://periodicos.ufrn.br/aletheia/article/download/6177/4888
24. Oliveira, R. de A. Imaginário da morte nas elegias de Propércio" in "Organon", v. 31, n. 60. 2016: 229-249. DOI: http://dx.doi.org/10.22456/2238-8915.59028
25. Rangel, Maria Lúcia Silveira. Cínlia, a musa de Propércio. in "Língua e Literatura", v. 16, n. 19, , 1991: 159-164. URL: http://www.periodicos.usp.br/linguaeliteratura/article/viewFile/116026/113690
26. Serignolli, Lya Uma pintura do deus Amor: poética e retórica em Propércio 2.12. "Letras Clássicas", v. 19, n. 1, p. 82-109, feb. 2015. ISSN 2358-3150. Disponível em: <https://www.revistas.usp.br/letrasclassicas/article/view/126650>. Acesso em: 22 dec. 2017. doi:http://dx.doi.org/10.11606/issn.2358-3150.v19i1p82-109.
27. Sousa, Francisco Edi de Oliveira. O amor insano de Propércio em diálogo com a filosofia moral. in "Argumentos Revista de Filosofia", Fortaleza, ano 6, n. 12, 2014: 49-60, jul./dez. 2014. URL: http://www.repositorio.ufc.br/handle/riufc/24085
28. Thamos, Márcio. Propércio 1.1, 1.2, 1.7, 1.12: algumas elegias d’O Livro de Cíntia. "Letras Clássicas" n. 10, 2006: 215-224, dec. 2006. ISSN 2358-3150. Disponível em: <https://www.revistas.usp.br/letrasclassicas/article/view/73891>. Acesso em: 22 dec. 2017. doi:http://dx.doi.org/10.11606/issn.2358-3150.v0i10p215-224.
29. Trevizam, Matheus, As falhas do modelo: Propércio I 3 e a inversão de poderes no imaginário elegíaco. Nonada: Letras em Revista, 11. 2008: 129-145. [Fecha de consulta: 22 de diciembre de 2017] Disponible en:http://www.redalyc.org/articulo.oa?id=512451680009